# 倉田てつを
倉田 てつを（くらた てつを、1968年〈昭和43年〉9月11日 - ）は、日本の俳優、実業家。東京都江東区出身。千葉商科大学付属高等学校卒業。infini所属。本名は柿本 哲夫（かきもと てつお）。長男は俳優の柿本光太郎。

## 来歴
高校時代より東映演技研修所に在籍。大学受験に失敗し、進路について考えていた1987年6月、「新・仮面ライダー（『仮面ライダーBLACK』）主役公募オーディション」を友人に勧められ、優勝賞金の100万円にも惹かれ応募し、南光太郎 / 仮面ライダーBLACK役で俳優デビュー。同作では自ら主題歌も歌唱し、一躍人気を得た。また、『BLACK』放映開始時点でてつをは19歳であり、当時としては仮面ライダー役最年少であった。
1988年には続編の『仮面ライダーBLACK RX』でも南光太郎役として続演、歴代の仮面ライダー主演俳優の中で最も長く主役仮面ライダー役を務めている。
1989年には原隆仁監督『べっぴんの町』で本格的な映画デビューを飾り、1991年にはNHK連続テレビ小説『君の名は』の主人公・後宮春樹役に選ばれ、氏家真知子役の鈴木京香と一年にわたって共演し人気を博す。また、TBS『渡る世間は鬼ばかり』シリーズにも秋葉和夫役として長らく出演した。
2001年に芸能生活15周年を記念したパーティーが開催され、同じ時期に倉田てつを後援会（現・倉田てつをオフィシャルサポーター）ができた。
2009年7月25日に株式会社ズィーズワーカーズより、倉田てつを公式グッズとして「BLACK Tシャツ（全2種）」が発売される（現在は販売終了）。さらに同年9月25日に大浜商事株式会社より、同じく倉田てつを公式グッズ「アロマメタルペンダント」が発売されるなど、2009年は倉田の活動が例年になく活発になる。

## 人物・エピソード
趣味は麻雀、ドライブ、音楽鑑賞。特技は水泳、バスケットボール、サーフィン、剣道。
子供のころは、特に俳優になりたいとは思っておらず、高校卒業後、ひょんなことから東映社内に払ていた「新・仮面ライダー主役公募オーディション」のポスターを見る機会があり、それに惹かれて友人と一緒に応募はがきを出したのがきっかけで、いくつかの審査を通過し、最終審査までたどり着き、それまでの人生で一番緊張した表情をしており、会場に毎日放送や東映責任者の人たち、石ノ森章太郎先生もいて、そこで芝居やアクションの試験をしたが、本当に難しくもちろん、一生懸命に演じていたが、今になって映像で見ると「なんだ、こりゃあ」としか言えないものだ。蹴りのアクションも「人に見せられるものではないな!」と感じるものだったが、おかげさまで『仮面ライダーBLACK』の主役・南光太郎役に選ばれたと語っている。
倉田の経営するステーキハウス ビリー・ザ・キッド 東陽町店は、ファンとの交流の機会を設けるための場所としての側面もあり、未だに仮面ライダーファンが連日押し寄せている。それを見て倉田は、改めて作品に対して「すごいな」という感想を抱いたという。なお、倉田が調理場に立つこともある東陽町店には、倉田自身がプロデュースした「ブラックステーキ」と「RXステーキ」という、両作の仮面ライダーを意識したメニューが存在する。配信アプリの17LIVEの倉田のアカウントでは東陽町店の厨房の様子を主に配信している。

### 南光太郎 / 仮面ライダーBLACK
前述の経緯で主役に抜擢された倉田は、2年間の最後、『RX』最終話の撮影では感極まって共演者とともに泣きかけたが、スタッフより「光太郎が泣いちゃ駄目だよ」ということを言われ、堪えながら演じたという。また、劇場版では原作者石ノ森章太郎と共演、「今後倉田てつをを越えるヒーローは現れないだろう」という言葉を受け、涙が出るほど嬉しかったと語っている。
南光太郎として有名になった倉田であるが、役柄のイメージが強すぎてどこへいっても「仮面ライダーBLACK」「南光太郎」と呼ばれ、芸名の「倉田てつを」で呼ばれることがなかった。当時の演技についても満足していなかったてつをは、そんな状況に反発してヒーローとしてのイメージを払拭し、「俳優としての倉田てつを」として見てもらいたいと考え、作品も当時は観返さなかった。しかし、時が経つに連れてその感情は薄れて、徐々に子供と観返すようになり、一緒に見ながら当時を思い出して涙したと語っている。
後年のインタビューでは「『BLACK』と『RX』は自分にとって宝物で、今も続く「仮面ライダーシリーズ」という長い歴史の中に自分の名前が刻まれていることや、唯一二年間同じ人物を演じきれたことを誇りに思っている」「自分にとって大きな経験だった」など、同作品に対する愛着の深さが窺えるコメントも残している。作品の人気も再認識しており、現在もなお光太郎としてのイメージを壊さないため、体調管理には気を使っているという。
喫煙者であるが、南光太郎を演じていたころにプライベートでタバコを吸っていた時に、現場を小さな子供に目撃され「南光太郎がタバコを吸ってる!」とその子供がショックを受けたことがきっかけで、人前でタバコを吸わないようになったと、ヒーローを演じる上での私生活管理の大変さを語ったこともあった。
『BLACK』放映当時、『森田一義アワー 笑っていいとも!』のコーナー「いい男選手権」に出演した。司会のタモリから、「仮面ライダーの中は君が入ってるんじゃないよね?」などと子供の夢を壊されそうな際どい質問をはにかんだ笑顔でかわした。
また、当時のBLACKのスーツアクターは岡元次郎だが、倉田自身も1号の藤岡弘が初期のころはスーツで演じていた話をスタッフから聞いて、「芝居のシーンや簡単なアクションならいい」と許可が出たことで一部担当している。
『RX』の放送中、当時の人気ドラマ『もっとあぶない刑事』へのゲスト出演が予定されていた。第15話「不惑」で、密かに想いを寄せていた銀行員（演：網浜直子）が銀行強盗に殺害されたため、事件を解決できなかった刑事を逆恨みして付け狙う青年役として出演することが、テレビ番組ガイド雑誌などに掲載されていたが、実際の放送ではこの青年役を柄沢次郎が演じている。なお『RX』終了後、倉田は『あぶない刑事』の主要キャストとメインスタッフが集結したドラマ『勝手にしやがれヘイ!ブラザー』に水上始役でレギュラー出演した。はしゃぐシーンで変身ポーズを披露したこともあった。『あぶない刑事』本編には『あぶない刑事リターンズ』で唐木保役で出演している。
また『仮面ノリダー』の項目での記載通り、そちらへのゲスト出演のオファーがフジテレビ側からあり、倉田本人も乗り気であったが、東映側から許可が下りずに実現せず、当時の撮影現場でも、ノリダーに関する話題はタブーだった。
2005年12月4日、「ワールドキャラクターコンベンション」東京ビッグサイト会場にて、『仮面ライダーBLACK』南光太郎役を演じた役者としてサイン会を行う。
2008年9月14日、石ノ森章太郎ふるさと記念館にて、『仮面ライダーBLACK』および『仮面ライダーBLACK RX』主演俳優としてトークショー、サイン会を行う。先日、東映の製作人との食事会の際に『仮面ライダーBLACK』および『仮面ライダーBLACK RX』の続編の製作の話を持ちかけたことを発表した。これに対し東映側にファンの署名運動などを通して、時代が復活を望むと判断できれば続編の製作を前向きに検討すると言われ、倉田自身も深夜の1クールでもよいからと続編の製作を熱望していることをファンにアピールした。後年のインタビューでもスーツアクターの岡元次郎とタッグを組んで、再びBLACKを演じることが夢だと語っている。また、その時の個人的な願望として、マリバロン役は高畑淳子でのキャスティングを希望している。
そして、2009年8月8日公開の『劇場版 仮面ライダーディケイド オールライダー対大ショッカー』で南光太郎 / 仮面ライダーBLACK RX役で出演（BLACKは声のみ担当）。それに先駆け、同じくテレビシリーズの『仮面ライダーディケイド』にも南光太郎 / 仮面ライダーBLACK&BLACK RX 役でゲスト出演。テレビ作品としては20年ぶりに光太郎を演じることとなった。また、本作品ではBLACKとRXの同時変身も実現している。
『ディケイド』出演の話が来た時は、倉田てつをの原点である作品を演じることで自分を見直そうという意図や作品への思い入れから即承諾した。これをキッカケに、倉田は各所でインタビューを受ける機会が増えており、その都度仮面ライダーBLACKへの思い入れを語っている。

## 出演

### テレビドラマ
- あぶない刑事 第34話「変身」（1987年5月31日、NTV） ※柿本哲夫名義
- 仮面ライダーシリーズ
  - 仮面ライダーBLACK（1987年10月4日 - 1988年9月24日、MBS） - 主演・南光太郎 / 仮面ライダーBLACK
  - 仮面ライダーBLACK RX（1988年10月16日 - 1989年9月24日、MBS） - 主演・南光太郎 / 仮面ライダーBLACK RX
  - 仮面ライダーディケイド 第26話「RX! 大ショッカー来襲」・第27話「BLACK×BLACK RX」（2009年7月26日・8月2日、EX） - 南光太郎 / 仮面ライダーBLACK / 仮面ライダーBLACK RX
- 家光と彦左と一心太助～天下の一大事 危うし江戸城!～（1989年1月3日、ANB） - 徳川忠長
- 乱歩賞作家サスペンス / 暗い光（1989年6月26日、KTV） - 菱岡啓吾
- 勝手にしやがれヘイ!ブラザー（1989年10月13日 - 1990年3月23日、NTV） - 水上始
- ミッドナイト・サーカス（1990年1月20日、TBS） - 井上洋一
- 柳生武芸帳（1990年4月2日、NTV） - 霞千四郎
- 続続・三匹が斬る! 第16話「お茶壺が女を泣かす鬼街道」（1990年5月24日、ANB） - 初太郎
- 火曜ミステリー劇場 / 魔の三角形殺人事件（1990年7月24日、ANB） - 南良平
- TBS大型時代劇スペシャル（TBS）
  - 武田信玄（1991年1月1日） - 武田信繁
  - 大忠臣蔵（1994年1月1日） - 岡野金衛門
- 連続テレビ小説 / 君の名は（1991年4月1日 - 1992年4月4日、NHK総合） - 主演・後宮春樹
- ベトナム難民少女 女医になるまでの哀しくも美しい10年（1992年6月25日、ANB） - 島田康彦
- あばれ八州御用旅 第3シリーズ（1992年7月10日 - 10月2日、TX） - 塙兵吾
- ドラマシティー'92 / わたしの欲しい結婚（1992年8月20日、YTV）
- 東芝日曜劇場 / 拝啓、男たちへ4 闘いたい男たち（1992年9月27日、TBS） - 松岡
- 土俵の鬼 若乃花物語（1992年10月5日、ANB） - 若乃花
- ラブストーリーを君に'92 / LOVE SONG（1992年12月29日、ANB）
- 愛の劇場 / 赤い迷宮（1993年10月25日 - 12月24日、TBS） - 酒井史朗
- 捨てかけた命（1994年1月4日、ANB） - 主演・郡主馬
- 西遊記 第9話「悟空vs.時をこえる妖怪」（1994年7月15日、NTV） - 重来
- 江戸を斬るVIII 最終話「将軍暗殺の陰謀」（1994年7月25日、TBS） - 小津保馬
- 毎度おジャマしまぁす（1995年、TBS） - 橘真吾
- 渡る世間は鬼ばかり（TBS）- 秋葉和夫
  - 第3部（1996年4月4日 - 1997年3月27日）
  - 第4部（1998年10月1日 - 1999年9月30日）
  - 春の二時間スペシャル（2000年4月6日）
  - 第5部（2000年10月5日 - 2001年9月27日）
  - 第6部（2002年4月4日 - 2003年3月27日）
  - 第7部（2004年4月1日 - 2005年3月31日）
- 金曜エンタテイメント
  - 名古屋嫁入り物語9（1997年7月4日、THK） - 高村洋一
  - 赤い霊柩車シリーズ17 毎月の脅迫者（2003年6月13日、CX） - 石田陽一
- 土曜ワイド劇場（ANB→EX）
  - 家政婦は見た!16 名門ファッションデザイナー家族の乱れた秘密（1997年7月5日） - 大原哲也
  - 江戸ッ子探偵殺人案内2 東おとこに京おんな殺人事件（1999年7月24日） - 五十嵐茂弘
  - 復讐法廷の女・初恋の人を殺した依頼人が憎い!（2002年4月27日） - 山部徹
  - 西村京太郎サスペンス 鉄道捜査官13 殺意の密室列車（2012年5月5日） - 島崎警部補
  - 西村京太郎トラベルミステリー58 山形新幹線・つばさ129号の女!（2012年11月3日） - 倉田功
  - 京都南署鑑識ファイル10（2016年4月2日） - 田畑和彦
- 藤沢周平の用心棒日月抄  第8話「討ち入り前夜! 吉良邸の女」（1997年9月18日、ANB） - 新見菊三郎
- 家政婦は見た! 第7話「人気作家の豪邸に妖しい幽霊…」（1997年11月20日、ANB） - 白浜郁夫
- 12時間超ワイドドラマ / 家康が最も恐れた男 真田幸村（1998年1月2日、TX） - 徳川秀忠
- 水戸黄門（TBS）
  - 第27部 第9話「縁を結んだ南部駒 -盛岡-」（1999年5月17日） - 南部鶴千代
  - 第31部 第21話「黄門様と七化けのお京 -広島-」（2003年3月17日） - 冬木順之助
  - 第35部 第3話「謎の美女の危険な賭け -高知-」（2005年10月24日） - 左内源十郎
  - 第39部 第3話「いずれが正義? 侍の魂 -岡崎-」（2008年10月27日） - 緒方戍一郎
  - 最終回スペシャル（2011年12月19日） - 並河才蔵
- 京都始末屋事件ファイル 第6話「盗撮された女! カリスマ美容師の罠!!」（1999年8月12日、ANB） - 市村正之
- ザ・美容室（2000年1月4日 - 3月31日、THK） - 沢木信彦
- 火曜サスペンス劇場 / 身辺警護8 花嫁の父が22口径の銃で狙撃された（2001年8月14日、NTV） - 倉持智之
- 金田一耕助シリーズ 人面瘡（2003年3月25日、TBS） - 貞二
- 幼稚園ゲーム3（2003年11月24日 - 2004年1月23日、CBC） - 藤田健太郎
- 新春ワイド時代劇（TX）
  - 国盗り物語（2005年1月2日） - 斎藤義龍
  - 忠臣蔵 瑤泉院の陰謀（2007年1月2日） - 清水一学
- 名奉行! 大岡越前 最終話「油問屋山崎屋の一件」（2005年6月20日、EX） - 吉太郎
- 水曜ミステリー9（TX）
  - 銀座高級クラブママVS熱海の老舗旅館女将（2005年11月30日） - 川崎衛
  - ハマの子宝先生24時 殺意の産声（2006年7月12日） - 沢口誠一
  - 西村京太郎サスペンス トラベルライター 榊佑子の殺人紀行（2008年1月27日） - 榎田俊一
  - 北海道警事件ファイル 警部補 五条聖子 過去からの脅迫者（2012年10月24日） - 佃啓太
  - 作家探偵・山村美紗2 京都紅葉寺殺人事件〜秋の七草の秘密〜（2012年12月19日） - 葛城真一
- 月曜ゴールデン（TBS）
  - 上条麗子の事件推理5 函館・洞爺湖・白老・札幌〜流れ質屋の罠・心の家を求めて（2006年4月17日） - 岡田司郎
  - 守護神・ボディーガード 進藤輝3（2014年6月9日） - 久木田浩三
- 逃亡者 おりん（2006年10月20日 - 2007年3月23日、TX） - 田安宗武
- 金曜プレステージ / 死の三角地点シリーズ〜奥会津隠れ里伝説殺人事件（2011年7月15日、CX） - 須藤
- ガルーダの戦士ビマX 第40話「離れ離れになった家族の再会」・第41話「パラレル・ワールドでのレザの戦い」（2015年6月14日・21日、RCTI） - コウ（Kou） / ナーガの戦士（特別出演）[14]
- クロスロード 第3話「疑惑」・第5話「再燃」（2016年3月10日・24日、NHK BSP） - 小野宏明

### 映画
- 仮面ライダーシリーズ（東映）
  - 仮面ライダーBLACK 鬼ヶ島へ急行せよ（1988年3月12日） - 主演・南光太郎 / 仮面ライダーBLACK
  - 仮面ライダーBLACK 恐怖!悪魔峠の怪人館（1988年7月9日） - 主演・南光太郎 / 仮面ライダーBLACK
  - 仮面ライダー世界に駆ける（1989年4月29日 - 10月30日までアラモ砦パビリオンにて上映） - 主演・南光太郎 / 仮面ライダーBLACK、仮面ライダーBLACK RX ※イベント用3D映画
  - 劇場版 仮面ライダーディケイド オールライダー対大ショッカー（2009年8月8日） - 南光太郎 / 仮面ライダーBLACK RX、仮面ライダーBLACK ※友情出演
  - スーパーヒーロー大戦GP 仮面ライダー3号（2015年3月21日） - 南光太郎 / 仮面ライダーBLACK / 仮面ライダーBLACK RX
- べっぴんの町（1989年10月14日、東映） - 田村領二
- 女囚処刑人マリア PRISONER MARIA:THE MOVIE（1995年11月18日、ギャガ・コミュニケーションズ） - 五十嵐刑事
- 贈られた湯飲み茶碗（1995年、東映） - 主演・井上洋一 ※兵庫県人権啓発映画
- 麗霆゛子〈レディース!!!〉MAX（1996年3月2日、パル企画） - 竜崎昭博
- くの一忍法帖・月影抄（1996年4月13日、キングレコード = 東北新社） - 樺小太郎 / 水無瀬竜斎（二役）
- あぶない刑事リターンズ（1996年9月14日、東映） - 唐木保
- 時雨の記（1998年11月14日、東映） - 壬生利之
- レプリカント・イブ（2015年12月4日、MIRAI） - ドクター・ノア
- ゴーストダイアリーズ（2021年9月10日、ユナイテッドエンタテインメント） - 田崎[15]

### オリジナルビデオ
- 修羅の雀士 ナルミ（1993年8月27日、ケイエスエス） - 主演・ナルミ
- ジ・ゴ・ロ（1995年1月1日、セイヨー） - 主演・上杉明
- ジ・ゴ・ロ2（1995年3月31日、セイヨー） - 主演・上杉明
- 真・雀鬼2 麻雀無法地帯（1999年8月27日、竹書房） - 西村弘光
- 真・雀鬼3 東西麻雀決戦（1999年11月26日、竹書房） - 西村弘光
- 実録 広島やくざ戦争外伝 義兄弟 ～山口英弘の半生～ 怒濤の章（2008年10月25日、GPミュージアムソフト） - 能美清三
- 実録 広島やくざ戦争外伝 義兄弟 ～山口英弘の半生～ 激流の章 完結編（2008年11月25日、GPミュージアムソフト） - 能美清三

### 舞台
- 劇団朋友 幸福（1996年）
- あさき夢みし（1997年3月、帝国劇場） - 正吉 役
- 樋口一葉（1997年6月、明治座 / 2002年11月4日 - 29日、名鉄ホール）
- 恋桜（1998年3月1日 - 25日、名鉄ホール）
- お入学（1998年5月 - 6月、芸術座 / 9月1日 - 27日、名鉄ホール）
- 新歌舞伎座一ヶ月公演「女浪曲師 花咲くハル子物語」（2000年1月、新歌舞伎座）
- 恋の第九交響曲（2000年11月2日 - 28日、名鉄ホール）
- デビュー十五周年記念坂本冬美特別公演 夜桜お七 -人生激情-（2001年9月、明治座）
- 劇団若獅子公演 宮本武蔵 第三部 -一乗寺下り松より巌流島まで-（2001年11月23日 - 12月9日） - 佐々木小次郎 役
- 新橋演舞場九月公演 博多思案橋（2003年9月4日 - 23日、新橋演舞場）
- 東宝現代劇5月・6月特別公演 初蕾（2004年5月3日 - 6月30日、芸術座） - 梶井半之助 役
- 三越劇場新春公演 夢ふたり（2006年1月3日 - 22日、三越劇場）
- 里見浩太朗「水戸黄門」主演 放送一〇〇回記念公演 水戸黄門（2008年1月2日 - 26日、御園座）
- 細川たかし・長山洋子特別公演 ゆうれい貸します うらめし屋繁昌記（2009年2月1日 - 24日、明治座）
- 劇団TETSUプロデュースユニット公演「朗読劇 ジャイロな男たち～ダマしダマされオトコとオンナ～」（2022年12月10日・11日、深川江戸資料館 小劇場 / 12月17日、名古屋市西文化小劇場 / 12月18日、大阪市立大正会館 / 12月20日、なみきスクエア なみきホール / 12月21日、アルカスSASEBO イベントホール / 12月23日、沖縄市民小劇場あしびなー） - 企画・演出・出演

### ゲーム
- 西村京太郎トラベルミステリー 悪逆の季節 東京～南紀白浜連続殺人事件（1994年11月25日、3DO） - 木戸邦男
- 仮面ライダーシリーズ - 仮面ライダーBLACK / 仮面ライダーBLACK RX
  - 仮面ライダー 正義の系譜（2003年11月27日、PlayStation 2） - 南光太郎 / 仮面ライダーBLACK
  - 仮面ライダーバトル ガンバライジング（2014年3月6日、アーケード） - 仮面ライダーBLACK / 仮面ライダーBLACK RX / ロボライダー / バイオライダー
  - スーパーヒーロージェネレーション（2014年10月23日、PlayStation 3・PlayStation Vita） - 仮面ライダーBLACK RX[16]
  - ロストヒーローズ2（2015年2月5日、ニンテンドー3DS）
  - ロストヒーローズ BONUS EDITION（2015年2月5日、ニンテンドー3DS） - 仮面ライダーBLACK RX
  - 仮面ライダー バトライド・ウォー 創生（2016年2月25日、PlayStation 4・PlayStation 3・PlayStation Vita）
  - 仮面ライダー ストームヒーローズ 新たなる覚醒（2016年3月、Android・iOS）[17]
  - オール仮面ライダー ライダーレボリューション（2017年12月1日、ニンテンドー3DS)
  - 仮面ライダー クライマックスファイターズ（2017年12月7日、PS4） - 仮面ライダーBLACK
  - 仮面ライダー クライマックススクランブル ジオウ（2018年11月29日、Nintendo Switch） - 仮面ライダーBLACK
  - 仮面ライダーバトル ガンバレジェンズ（2023年、アーケード）
- ユバの徽（2017年9月28日、Android・iOS） - アルビオ[18]

### CM
- 明治製菓 仮面ライダーBLACK ガムラムネ&スナック（1987年）
- 大正製薬 リポビタンD（1990年）

## 作品

### シングル
- 仮面ライダーBLACK（1987年10月21日、日本コロムビア） - B/W Long Long ago, 20th Century（歌：坂井紀雄）

### アルバム
- 仮面ライダーBLACK ヒット曲集（1988年4月1日、日本コロムビア） - 主題歌「仮面ライダーBLACK」、挿入歌「オレの青春」を歌唱
- 仮面ライダーBLACK RX ヒット曲集（1989年2月21日、日本コロムビア） - 挿入歌「黒い勇者」を歌唱

### 出版物
- BEGIN やっと会えたね―倉田てつを写真集（1988年9月1日、勁文社）
- 90年倉田てつをカレンダー
- 倉田てつをが着る彼のニット レディブティックシリーズNo.566（1991年9月20日、ブティック社）
- 生活実用シリーズ 二人だけのペア・ニット 「君の名は」真知子（鈴木京香）・春樹（倉田てつを）が着る（1991年9月15日、NHK出版）
- 93年倉田てつをカレンダー